# Gregg Berhalter
Gregg Berhalter   (Englewood, 1 d'agost de 1973) és un entrenador i exjugador de futbol estatunidenc. Actualment és l'entrenador en cap de la selecció masculina de futbol dels Estats Units. Berhalter va entrenar anteriorment els Columbus Crew SC a la Major League Soccer, el Hammarby IF a Suècia i va exercir d'entrenador assistent dels LA Galaxy.

## Carrera com a jugador

### Primers anys i educació
Berhalter va néixer a Englewood, Nova Jersey, i va créixer a Tenafly, Nova Jersey, i va ser company d'equip de Claudio Reyna a l'escola secundària a l'escola preparatòria de Saint Benedict a Newark, Nova Jersey. Va jugar a futbol universitari a la Universitat de Carolina del Nord a Chapel Hill. El 1993, va passar la temporada fora de la universitat jugant als Raleigh Flyers de la USISL. Berhalter és el fillol del jugador de beisbol Carl Yastrzemski del Saló de la Fama de Boston Red Sox.

### Professional

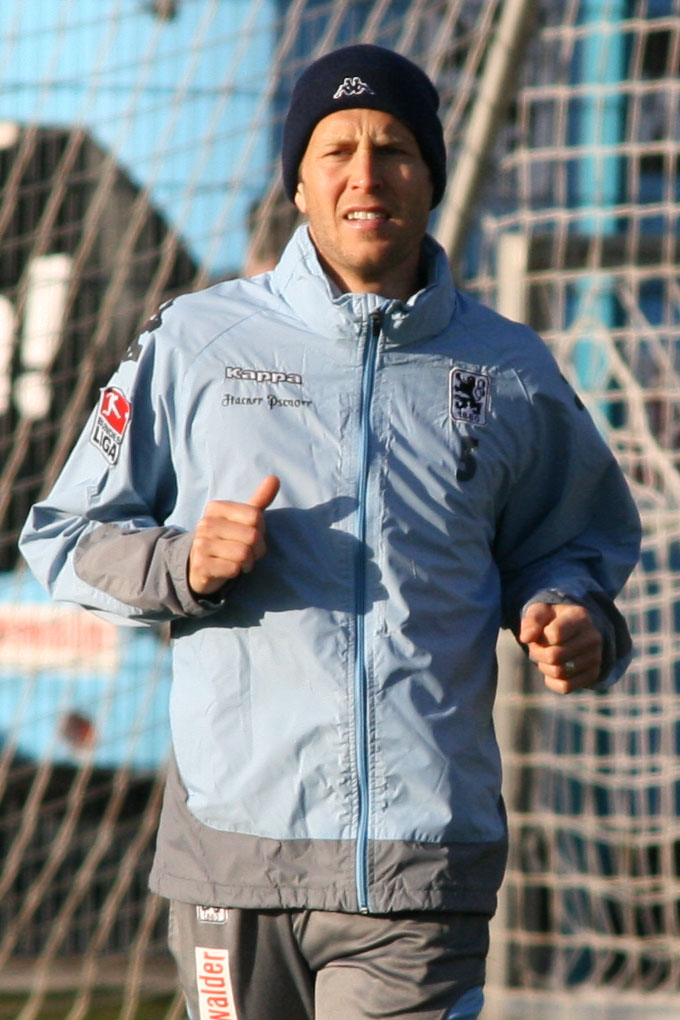
Berhalter el 2007

Berhalter va deixar UNC després del seu primer any, signant amb el club neerlandès Zwolle el 1994. Més tard va jugar a l'Sparta Rotterdam i al SC Cambuur Leeuwarden als Països Baixos (després van tenir l'executiu nord-americà Alex Pama també allà), i amb el Crystal Palace a Anglaterra (on va jugar breument al costat de Jovan Kirovski). Durant la seva estada al Crystal Palace, va marcar una vegada contra Bradford City.
El 2002, Berhalter va signar amb l'Energie Cottbus de la Bundesliga alemanya. Va fer 111 aparicions a la lliga amb l'equip, capitanejant-los a l'ascens a la Bundesliga. El 2006, Berhalter va signar amb el TSV 1860 Munich de la 2. Bundesliga, i va ser nomenat capità de l'equip. Va romandre allà dos anys i mig més, fent 73 aparicions a la lliga amb els Die Löwen.
Després d'una carrera de 15 anys a Europa, Berhalter es va traslladar als Estats Units l'abril de 2009. Va signar un contracte amb la Major League Soccer, el seu primer contracte amb un club al seu país d'origen. Va ser anunciat com a jugador de Los Angeles Galaxy el 3 d'abril de 2009. En la seva primera temporada amb els Galaxy, els seus gols en contra es van reduir a la meitat, de 61 a 30, i Berhalter va ser líder en defensa i va ser mentor d'Omar González per al guardó de Rookie of the Year.
El 14 de novembre de 2009, va marcar en el minut 103 de la final de la Conferència Oest, fins a aquell moment sense gols, impulsant els Galaxy a una victòria per 2-0 sobre el Houston Dynamo i a la Copa MLS 2009. Va ser el seu primer gol en 28 partits amb el club.
En la seva segona temporada, els Galaxy van guanyar el MLS Supporters Shield i va reduir encara més els seus gols en contra a 26 per a la temporada, un rècord dels Galaxy.
El 12 d'octubre de 2011, Berhalter va anunciar la seva decisió de retirar-se al final de la temporada 2011 de la MLS.

### Internacional
Berhalter va guanyar el seu primer partit amb la selecció dels Estats Units el 15 d'octubre de 1994 contra l'Aràbia Saudita. Berhalter va tenir un paper important per als Estats Units a la Copa del Món de 2002, substituint el lesionat Jeff Agoos i essent titular els dos últims partits, i en fer-ho es va convertir en el primer jugador del Crystal Palace a jugar un partit de la Copa del Món.
El 25 de maig de 2006, Berhalter va ser afegit a la llista de la selecció dels Estats Units per a la Copa del Món de 2006, en substitució del lesionat Cory Gibbs. Berhalter va expressar confiança en l'habilitat de l'equip de cara al torneig, però va ser un substitut no utilitzat en els tres partits del grup. Els Estats Units van quedar eliminats després d'acabar al final del grup E a la primera volta amb un empat i dues derrotes.

## Carrera com a entrenador

### Hammarby IF
Després d'una temporada com a entrenador assistent de Los Angeles Galaxy, Berhalter va ser nomenat entrenador en cap del club suec Hammarby IF el 12 de desembre de 2011. Berhalter va ser el primer nord-americà que va dirigir un equip de futbol professional a Europa. Berhalter va ser acomiadat el 24 de juliol de 2013 per "falta de joc d'atac". Hammarby ocupava el vuitè lloc en el moment de l'acomiadament.

### Columbus Crew SC
Berhalter es va convertir en el director esportiu i entrenador en cap del Columbus Crew el 6 de novembre de 2013.
Sota Berhalter, Columbus Crew SC es va classificar per als playoffs el 2014, 2015, 2017 i 2018. Van arribar a la MLS Cup 2015 però van perdre a casa per 2-1 davant els Portland Timbers.

### Estats Units
El 2 de desembre de 2018, Berhalter es va convertir en l'entrenador en cap de la selecció dels Estats Units. Va aconseguir la seva primera victòria com a entrenador en un amistós contra Panamà el 27 de gener de 2019. Berhalter va entrenar els Estats Units per a un campionat continental l'1 d'agost de 2021 a la Copa d'Or de la CONCACAF 2021. El 12 de novembre de 2021, Berhalter va liderar els Estats Units a una victòria per 2-0 sobre el seu rival Mèxic a la eliminatòria de la Copa del Món al TQL Stadium de Cincinnati, Ohio.

## Vida personal
Berhalter viu al barri de Lake View de Chicago amb la seva dona, amb qui té quatre fills. Un dels seus fills, Sebastian, juga als Vancouver Whitecaps. El seu germà, Jay, va exercir com a director comercial de la Federació de Futbol dels Estats Units fins a la seva dimissió el 2020.